# Euploea sticheli
Euploea sticheli är en fjärilsart som beskrevs av Hagen 1898. Euploea sticheli ingår i släktet Euploea och familjen praktfjärilar. Inga underarter finns listade i Catalogue of Life.